# Ареа Продутива (Витербо)
Ареа Продутива је насеље у Италији у округу Витербо, региону Лацио.
Према процени из 2011. у насељу је живело 7 становника. Насеље се налази на надморској висини од 226 м.